# Toxicodryas adamanteus
Toxicodryas adamanteus — вид змій родини полозових (Colubridae). Мешкає в Центральній Африці. Описаний у 2021 році.

## Поширення і екологія
Toxicodryas adamanteus мешкають в Демократичній Республіці Конго і Екваторіальній Гвінеї. Вони живуть у вологих тропічних лісах.